# أرنولد هنري غويو
أرنولد هنري غويو (بالإنجليزية: Arnold Henry Guyot)‏ هو جغرافي وجيولوجي أمريكي وسويسري، ولد في 28 سبتمبر 1807 في Boudevilliers ‏ في سويسرا، وتوفي في 8 فبراير 1884 في برينستون في الولايات المتحدة.

## وصلات خارجية
- أرنولد هنري غويو على موقع الموسوعة البريطانية (الإنجليزية)